# Carl Johan De Geer

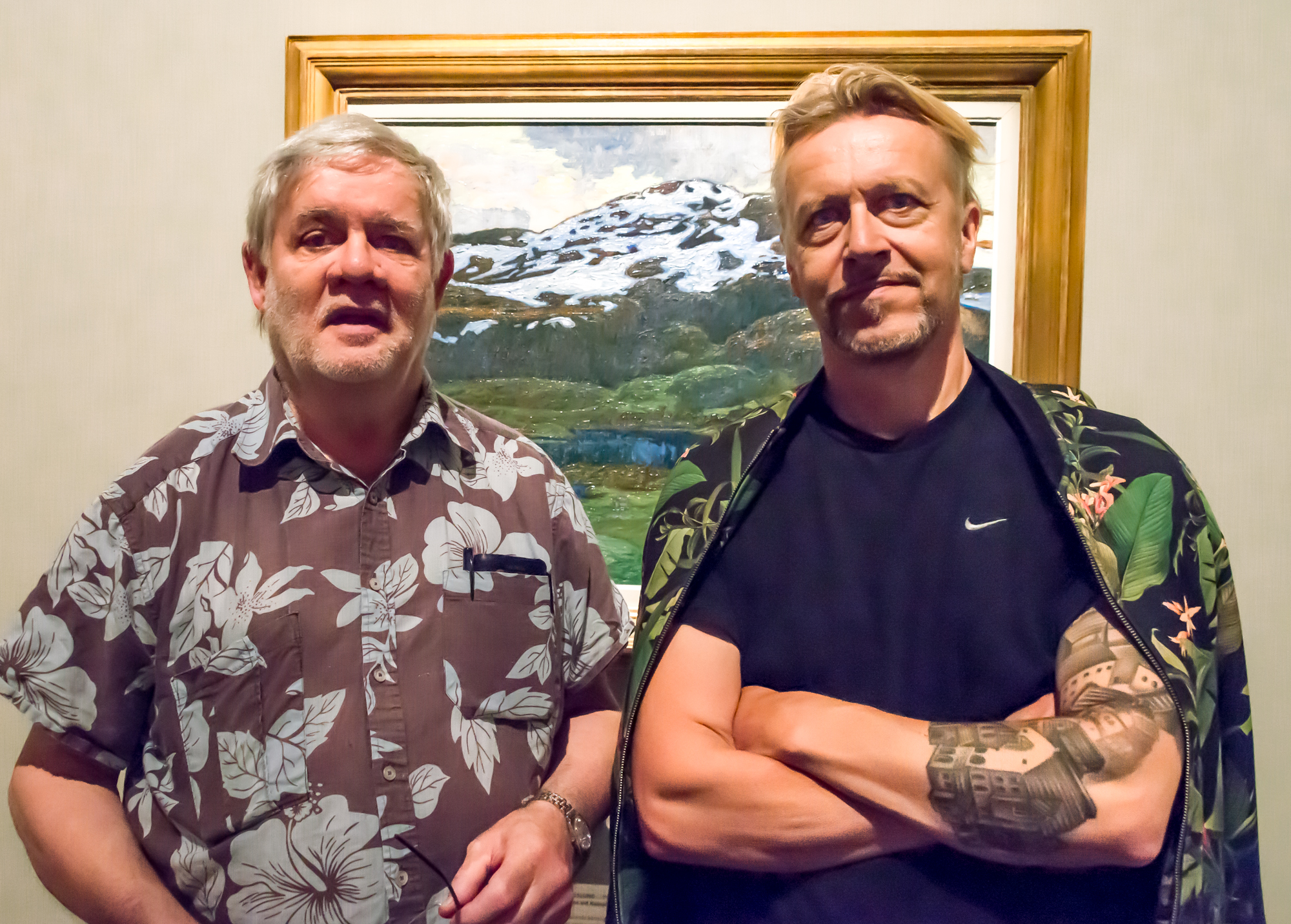
Carl Johan De Geer och Ernst Billgren på utställningen 100 fantastiska målningar på Konstakademien i Stockholm 2015.

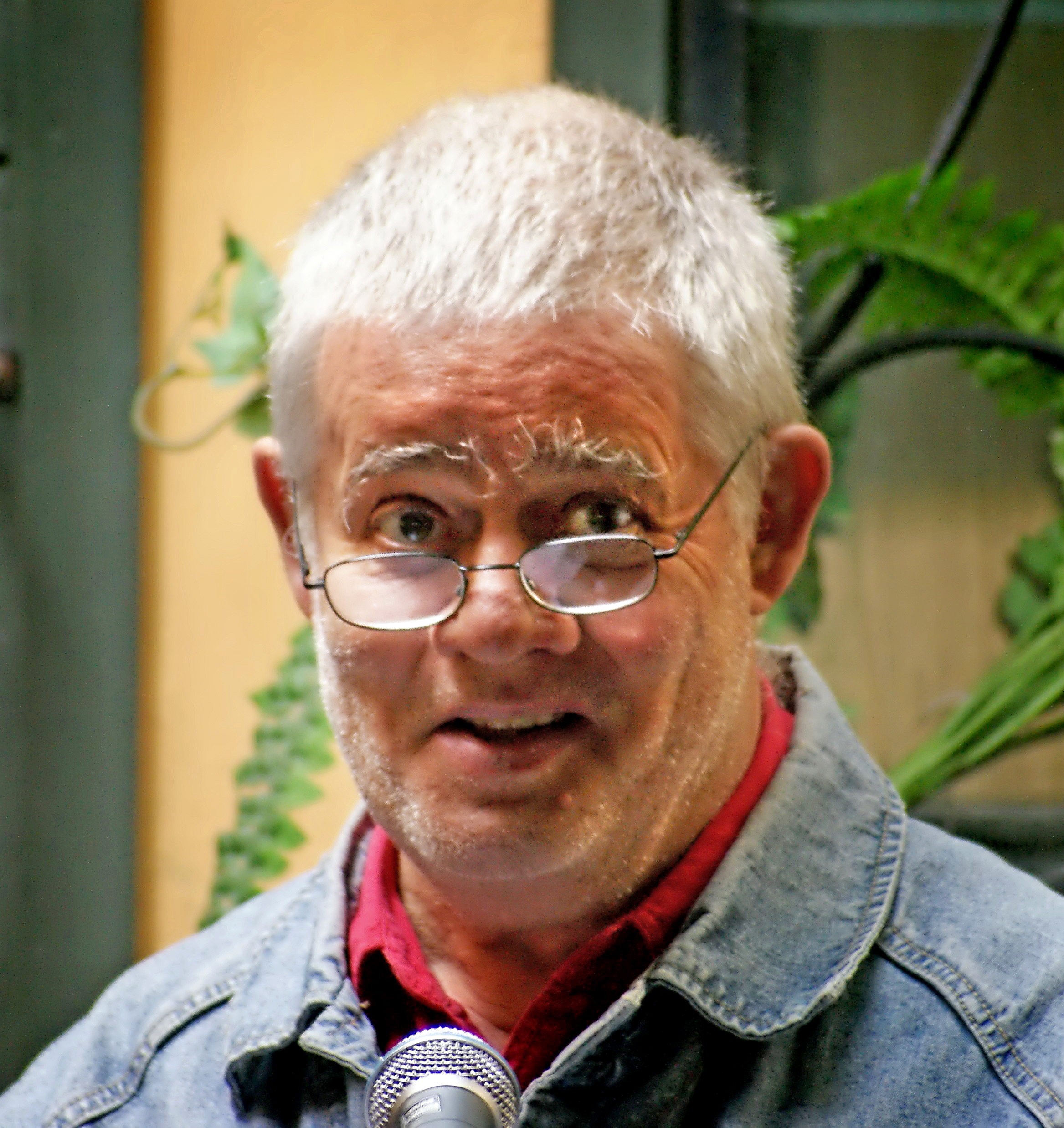
Carl Johan De Geer på Stockholms Kulturfestival 2010.

Carl Johan Louis De Geer, född 13 juli 1938 i Montréal i Québec, är en svensk friherre, konstnär, författare, filmskapare, musiker, designer, kulturjournalist, fotograf, skådespelare och scenograf, tillhörande ätten De Geer af Finspång.

## Biografi
Carl Johan De Geer är son till diplomaten Louis De Geer (1910–1987) och dennes första hustru Ulrika Wallberg (1918–1997) samt sonson till Arvid De Geer. 
Han växte upp i Kanada, Köpenhamn, Bryssel och Warszawa, innan familjen återvände till Sverige. Efter det att föräldrarna separerat, vistades Carl Johan De Geer tidvis hos sina farföräldrar på Hanaskogs slott i Skåne och hos modern på Östermalm i Stockholm.
År 1957 var han ordförande för Sveriges elevers centralorganisation. Han gjorde militärtjänstgöring vid Arméstabens Bilddetalj, där han lärde sig grunderna för fotografi. Han utbildade sig därefter 1959–1963 i grafisk formgivning vid Konstfack i Stockholm. Hösten 1964 startade han tillsammans med dåvarande hustrun Lena Helgesson ett tygtryckeri, Birger Jarlsgatan 95, med butik, Fontessa.
År 1968 startade han tillsammans med Lars Hillersberg, Karin Frostenson, Lena Svedberg och Ulf Rahmberg tidskriften PUSS. Tillsammans med Håkan Alexandersson skapade Carl Johan De Geer TV-klassiker som Tårtan (1973), Doktor Krall (1974) och Privatdetektiven Kant (1983). 
En provokativ aktion skedde redan 1967, då Carl Johan De Geer ställde ut vapenvägraraffischer under titeln Svik fosterlandet, var onationell på Galleri Karlsson i Stockholm vilka sedan beslagtogs av polisen. Bland dessa affischer fanns en vid namn Skända flaggan, där han på en brinnande svensk flagga skrivit "KUKEN" och tillfogat texten "SKÄNDA FLAGGAN VÄGRA VAPEN". Denna symbol återfinns bland annat på Magnus Ugglas album Allting som ni gör kan jag göra bättre från 1987, med bland annat protestsånger. År 1970 var han med och bildade textilkonstnärskollektivet 10-gruppen och var också trombonist i proggrupperna Blå Tåget och Elektriska linden.
Ett av Carl Johan De Geers mer uppmärksammade filmprojekt är filmen om hans mormor och hennes nazistsympatier, Mormor, Hitler och jag från 2001. År 2004 gjorde han långfilmen Med kameran som tröst, del 2.

### Familj
Carl Johan De Geer var gift första gången 1963–1965 med medarbetaren, modesömmerskan Lena Helgesson (född 1943) och andra gången 1966–1971 med konstnären Marie-Louise Ekman (född 1944). Tredje gången var han gift 1979–1985 med Marie Östergren (född 1951) och fick 1979 en dotter. Fjärde gången gifte han sig 1987 med konstnären Marianne Lindberg De Geer (född 1946) och fick med henne sonen Ernst De Geer (född 1989).

## Representerad
- Moderna museet[6]
- Norrköpings konstmuseum
- Göteborgs konstmuseum[7]
- Kalmar konstmuseum
- Borås konstmuseum
- Textilmuseet i Borås
- Designarkivet i Pukeberg
- Kulturen i Lund
- Åbergs museum (Bålsta)
- Statens konstråd
- Prins Eugens Waldemarsudde
- Länsmuseet i Västerås
- Nationalmuseum[8]

## Utställningar
Den stora missuppfattningen, Bildmuseet, Umeå Universitet: 2019-04-12 - 2019-09-15 

## Samlade utgåvor och urval
- Det bombade ögat ; Kyss mej dödligt ; Solens sista strålar. Stockholm: Dejavu. 2010. Libris 11883250. ISBN 978-91-7451-086-7 - Originalupplagor 1982 och 1985. - Solens sista strålar ej utgiven i separat volym.

## Filmografi (urval)
- Diger (1959, regi, filmmanus)
- Tills elden släcks (1960, regi, filmmanus)
- Lyckliga skitar (1970, roll)
- Tårtan (1973, filmmanus)
- Doktor Krall (1974, filmmanus)
- I ett främmande land (1980, regi)
- Privatdetektiven Kant (1983, filmmanus)
- Den perforerade epoken (1985, filmmanus)
- Tvätten (1985)
- Råttresan (1987), filmmanus)
- Res aldrig på enkel biljett (1987, filmmanus)
- Spårvagn till havet (1987, foto)
- Missionärerna (1988), filmmanus)
- Bakverk och ande (1989, filmmanus)
- Werther (1990, filmmanus)
- Småkakor (1991, regi, filmmanus)
- Buljong (1995, regi, filmmanus)
- Lögn (1996, regi, filmmanus)
- Teater (1998)
- Ernst Billgrens Kontakt (1998, regi)
- Mormor var en god nazist (2000, regi)
- Jag minns Lena Svedberg (2000, regi)
- Tillsammans (2000, endast scenografi)
- Mormor, Hitler och jag (2001, regi, filmmanus)
- Stockholmssyndromet (2001, regi, filmmanus)
- Följ kartan (2003, regi, filmmanus)
- Värre och värre (2004, regi, filmmanus)
- Med kameran som tröst, del 2 (2004, regi, filmmanus)
- Västra Hamngatan 2020 (2007)
- Jag minns Håkan Alexandersson (2006, regi, filmmanus)
- På spaning efter en prins som flytt (2008, regi)
- Lycka till och ta hand om varandra (2012, skådespelare)

## Teater

### Scenografi
| År   | Produktion       | Upphovsmän     | Regi                | Teater                 | Noter |
| ---- | ---------------- | -------------- | ------------------- | ---------------------- | ----- |
| 1975 | Herr von Hancken | Agneta Pleijel | Johan Bergenstråhle | Stockholms stadsteater |       |

## Priser och utmärkelser
- Chaplin-priset, för scenografin till ”Mamma, pappa, barn” (1979)
- Guldbagge för samlad filmproduktion, med Håkan Alexandersson (1990)
- Svenska Filminstitutets stipendium ”förnyande av den svenska barnfilmen” med H. Alexandersson (1987)
- Årets filmfotograf, Göteborg Film Festival (1996)
- Manoel de Oliveira-priset, portugisiskt filmpris, för "Mormor, Hitler och jag" (2001)
- Svenska Deckarakademins Ture Sventon-pris (Temmelburken), för ”Konstapel Katt kräver kakor” med Magda Korotynska (2001)
- Hot Docs (Toronto) hedersomnämnande för Jag minns Lena Svedberg (2001)
- Bästa svenska kortfilm, Göteborg Film Festival, för Mormor, Hitler och jag (2001)
- Stockholms stads Bellmanpris till Stockholmsskildrare (2002)[10]
- Nordiska Filmpriset (Dragon Award Best Nordic Film), Göteborg Film Festival, för Med kameran som tröst, del 2 (2004)
- Svenska Humorförbundets pris
- Uppsala internationella kortfilmfestivals pris
- Lidman-priset. Bild och Ord Akademins pris (2008)
- Illis Quorum meruere labores (2017)[11]
- Hedeniuspriset, Humanisterna (2023)[12]